# Liste des édifices religieux du Bas-Rhin
Cet article recense les édifices religieux remarquables du Bas-Rhin, en France.

## Abbayes
- Abbaye d'Altorf
- Abbaye d'Andlau
- Abbaye de Baumgarten
- Abbaye d'Ebersmunster
- Abbaye de Graufthal
- Abbaye de Hohenbourg
- Abbaye de Honcourt
- Abbaye de Koenigsbrück
- Abbaye Saint-Étienne de Marmoutier (Alsace)
- Abbaye de Neubourg
- Abbaye Sainte-Marie de Niedermunster
- Abbatiale Saint-Pierre-et-Saint-Paul de Neuwiller-lès-Saverne
- Abbaye de Truttenhausen
- Abbatiale Saint-Pierre-et-Saint-Paul de Wissembourg

## Basiliques et Cathédrale
- Basilique Notre-Dame de Marienthal de Haguenau
- Mont Sainte-Odile
- Cathédrale Notre-Dame de Strasbourg

## Chapelles
- Chapelle Saint-Ulrich d'Avolsheim
- Chapelle avec Mont des Oliviers
- Chapelle Saint-Georges de Bouxwiller
- Chapelle de la Heidenkirche
- Chapelle Sainte-Croix de Châtenois
- Chapelle de Climbach
- Chapelle Notre-Dame de Dambach-la-Ville
- Chapelle Saint-Jean-Baptiste de Dambach-la-Ville
- Chapelle Saint-Sébastien de Dambach-la-Ville
- Chapelle Saint-Jean-Baptiste d'Eichhoffen
- Chapelle Sainte-Marguerite d'Epfig
- Chapelle Sainte-Marguerite de Fessenheim-le-Bas
- Chapelle Saint-Ludan d'Hipsheim
- Chapelle Saint-Wendelin d'Hochfelden
- Chapelle Notre-Dame du Grasweg
- Chapelle Sainte-Barbe de Kuttolsheim
- Chapelle de Laubenheim
- Chapelle Saint-Jacques de Mutzig
- Chapelle Saint-Wendelin de Mutzig
- Chapelle Saint-Nicolas de Neuwiller-lès-Saverne
- Chapelle de la Vierge d'Ohlungen
- Chapelle Saint-Nicolas d'Ottrott
- Chapelle Sainte-Marie-du-Chêne de Plobsheim
- Chapelle du cimetière de Steige
- Chapelle Sainte-Marguerite de Valff
- Chapelle Saint-Wendelin
- Chapelle Saints-Pierre-et-Paul de Wissembourg

## Synagogues et autres monuments religieux juifs
- Cimetière juif de Mackenheim
- Cimetière juif de Rosenwiller
- École juive de Diemeringen
- Synagogue consistoriale de la rue Sainte-Hélène (Strasbourg 1834-1898)
- Synagogue consistoriale du quai Kléber (Strasbourg 1898-1941)
- Musée judéo-alsacien de Bouxwiller
- Synagogue de Haguenau
- Synagogue d'Obernai
- Synagogue d'Ingwiller
- Synagogue de Balbronn
- Synagogue de Diemeringen
- Synagogue de Hochfelden
- Synagogue de Mutzig
- Synagogue de Neuwiller-les-Saverne
- Synagogue de Niederbronn-les-Bains
- Synagogue de Pfaffenhoffen
- Synagogue de Scherwiller
- Synagogue de Schirmeck
- Synagogue de Soultz-sous-Forêts
- Synagogue de Struth
- Synagogue de Traenheim
- Synagogue de Westhoffen

## Églises protestantes
- Église protestante de Baldenheim
- Église protestante de Barr
- Église protestante de Berg
- Église protestante de Bischheim
- Église simultanée Saint-Arbogast de Bourgheim
- Église luthérienne de Bouxwiller
- Église simultanée Saint-Jacques-le-Majeur de Dettwiller
- Église protestante de Diemeringen
- Église fortifiée de Domfessel
- Église protestante Saint-Laurent de Dorlisheim
- Église protestante d'Eckwersheim
- Église protestante de Fouday
- Église protestante de Gerstheim
- Église protestante de Hangenbieten
- Église protestante de Harskirchen
- Église de Kuhlendorf
- Église protestante de Leiterswiller
- Église protestante de Mitschdorf
- Église protestante de Mundolsheim
- Église Saint-Adelphe de Neuwiller-lès-Saverne
- Église simultanée Notre-Dame de la Petite-Pierre
- Église protestante de Schiltigheim
- Église protestante de Sélestat
- Église protestante de la Robertsau à Strasbourg
- Église Sainte-Aurélie de Strasbourg
- Église protestante Saint-Pierre-le-Jeune de Strasbourg
- Église réformée du Bouclier (Strasbourg)
- Église Saint-Guillaume de Strasbourg
- Église Saint-Nicolas de Strasbourg
- Église Saint-Paul de Strasbourg
- Église Saint-Thomas de Strasbourg
- Église Sainte-Aurélie de Strasbourg
- Église protestante Saint-Pierre de Wolfisheim
- Temple Neuf de Strasbourg
- Temple de Weiterswiller
- Église protestante Saint-Martin de Westhoffen
- Église Saint-Jean-l'Evangéliste de Wissembourg

## Couvents
- Couvent d'Augustines Notre-Dame
- Couvent des Dominicaines de Sylo
- Couvent du Bischenberg
- Monastère d'Obersteigen

## Églises catholiques
- Église Saint-Pierre-et-Paul d'Andlau
- Église Sainte-Catherine de Balbronn
- Église Notre-Dame de Bernardswiller
- Église Saint-Louis de Birkenwald
- Église des Saints-Innocents de Blienschwiller
- Église Saint-Médard de Bœrsch
- Église Saint-Étienne de Boofzheim
- Église Saint-Léger de Bouxwiller
- Église Saint-Georges de Châtenois
- Église Saint-Jean-Marie-Vianney
- Église Saint-Laurent de Dieffenbach-au-Val
- Église Saint-Martin d'Ebersheim
- Église Saint-Martin d'Erstein
- Église Sainte-Trophime d'Eschau
- Église Notre-Dame-de-l'Assomption d'Eschwiller
- Église Saint-Maurice de Fegersheim
- Église Saint-Louis de Fort-Louis
- Église Sainte-Marguerite de Geispolsheim
- Église Sainte-Thérèse-de-l'Enfant-Jésus de Geispolsheim
- Église Saint-Pancrace-et-Saint-Cyriaque de Grendelbruch
- Église Saint-Martin de Gresswiller
- Église Saint-Georges de Haguenau
- Église Saint-Nicolas de Haguenau
- Église Saint-Pierre-et-Paul d'Hohatzenheim
- Église Saint-Symphorien d'Illkirch-Graffenstaden
- Église Saint-Remi d'Itterswiller
- Église Saint-Léger de Kogenheim
- Église Saint-Jacques-le-Majeur de Kuttolsheim
- Église Saint-Cyriaque de Landersheim
- Église de la Trinité de Lauterbourg
- Église Saint-Jacques-le-Majeur de Lochwiller
- Église Saint-Laurent de Lorentzen
- Église des Jésuites (Molsheim)
- Église Saint-Pierre de Molsheim ou Église Dompeter
- Église Saint-Jean-Baptiste de Neunhoffen
- Église Saint-Adelphe de Neuwiller-lès-Saverne
- Église Saints-Pierre-et-Paul d'Obernai
- Église Saint-Arbogast d'Offenheim
- Église Saints-Pierre-et-Paul (Rosheim)
- Église Saint-Étienne de Rosheim
- Église Notre-Dame-de-la-Nativité de Saverne
- Église et cloître des Récollets de Saverne
- Église Saints-Vincent-et-Anastase de Schwenheim
- Église Sainte-Foy de Sélestat
- Église Saint-Georges de Sélestat
- Église Saint-Étienne de Seltz
- Église Saint-Blaise de Sindelsberg
- Église Notre-Dame de Stephansfeld
- Église Saint-Étienne de Strasbourg
- Église Saint-Jean de Strasbourg
- Église Saint-Joseph de Strasbourg
- Église Saint-Louis de Strasbourg
- Église Saint-Louis de la citadelle
- Église Sainte-Madeleine de Strasbourg
- Église Saint-Maurice de Strasbourg
- Église Saint-Pierre-le-Jeune catholique de Strasbourg
- Église Saint-Pierre-le-Vieux de Strasbourg
- Église Saint-Paul de Koenigshoffen à Strasbourg
- Église Sainte-Walburge de Walbourg
- Église Saint-Maurice de Willgottheim
- Église Saint-Nicolas de Wingersheim
- Église Saint-Ulrich de Wissembourg
- Église des Dominicains de Wissembourg
- Église Saint-Ulrich de Wittersheim

## Divers
- Calvaire de Lauterbourg
- Chemin de croix de Still
- Cimetière bourgeois de Villé
- Cimetière de Pfaffenhoffen
- Cimetière de Saint-Jean-Saverne
- Cimetière et chapelle de Kleingœft
- Cimetière mennonite de La Broque
- Cimetière protestant de Wasselonne
- Cité paysanne de Marckolsheim
- Collégiale Saint-Florent de Niederhaslach
- Collégiale Saint-Martin-et-Saint-Arbogast de Surbourg
- Croix de 1739
- Croix de chemin du Moulin des Pierres
- Crucifix de Duttlenheim
- Presbytère catholique de Sarrewerden
- Prieuré de la Chartreuse de Molsheim
- Structure funéraire d'Altorf
- Tumulus de Mussig
- Mur païen du mont Sainte-Odile
- Pierre druidique d'Ottrott